# Чжан Голао
Чжан Голао (кит. 張果老,Zhāng Guǒ Lǎo; иногда просто Чжан Го) — один из Восьми Бессмертных даосского пантеона, учитель и совершенный мастер.
Чжан Голао ассоциируется с реальным человеком, жившем при династии Тан. Это старший из бессмертных. По легенде, Чжан Голао — воплощение белой летучей мыши, появившейся ещё во время разделения мира Пань-гу. Уже при танской императрице У-хоу (684—705) ему было несколько сотен лет. Он утверждал, что был министром при легендарном императоре Яо.
Чжан Голао жил на горе Тяошань (條山) около Хэнчжоу (恒州). Ему даровал бессмертие Ли Тегуай. Он готовил настойку из трав, которую давал другим бессмертным.
Однажды императрица У пригласила Чжан Голао ко двору, и он принял приглашение, но, не желая посещать двор, он разыграл сцену своей смерти. Он также отказался взять в жёны дочь императора Сюань-цзуна и получить от него титул министра.
Чжан Голао оставил своё физическое тело в районе горы Хэншань (恒山), где был построен храм Цися в его честь.
Чжан Голао изображается сидящим задом наперёд на муле с бамбуковыми трещотками в руках. У него длинная белая борода. Его мул может перемещаться с огромной скоростью. Во время остановок Чжан Голао превращает его в бумажную фигурку и складывает её в карман. Капля воды вновь оживляет животное, когда его хозяину нужно ехать дальше.
Чжан Голао часто появляется в китайской живописи и скульптуре, как с Восемью Бессмертными, так и в одиночку. Как и других бессмертных, его можно увидеть с различными предметами быта, например, с барабаном из рыбьей кожи. Он обычно изображается верхом на своём белом муле, сидящим лицом назад, то есть спиной к направлению движения. Чжан Голао изображается также с бамбуковым барабаном или трещотками в форме трубки и с двумя железными прутьями или молотками. Также его рисуют с пером феникса или персиком, символизирующим бессмертие.  Поскольку бессмертный Чжан - старец, в даосской традиции принято размещать его статую в доме или спальне пожилого человека, в помощь прожить долгую жизнь и получить естественную смерть. Его изображение на муле рекомендуют молодожёнам.  Также изображение Чжан Голао на муле можно найти в даосских брачных часовнях.